# Mimolette

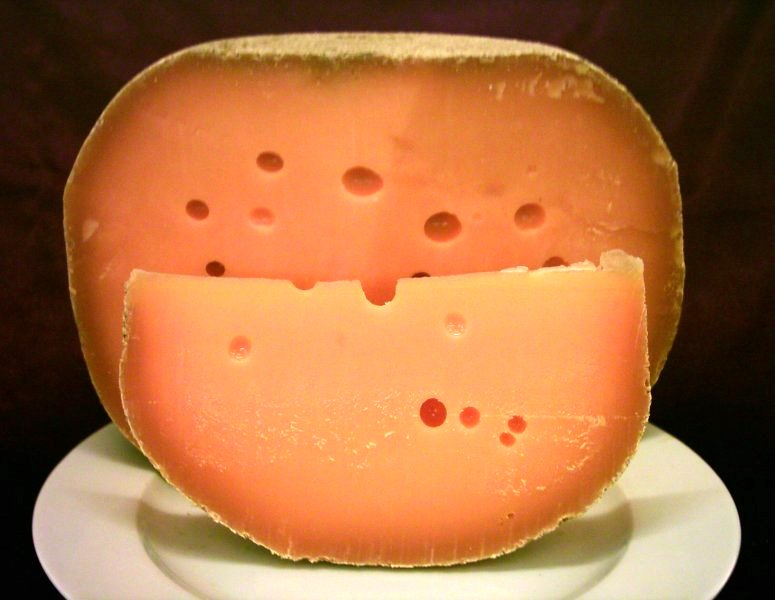
Mimolette

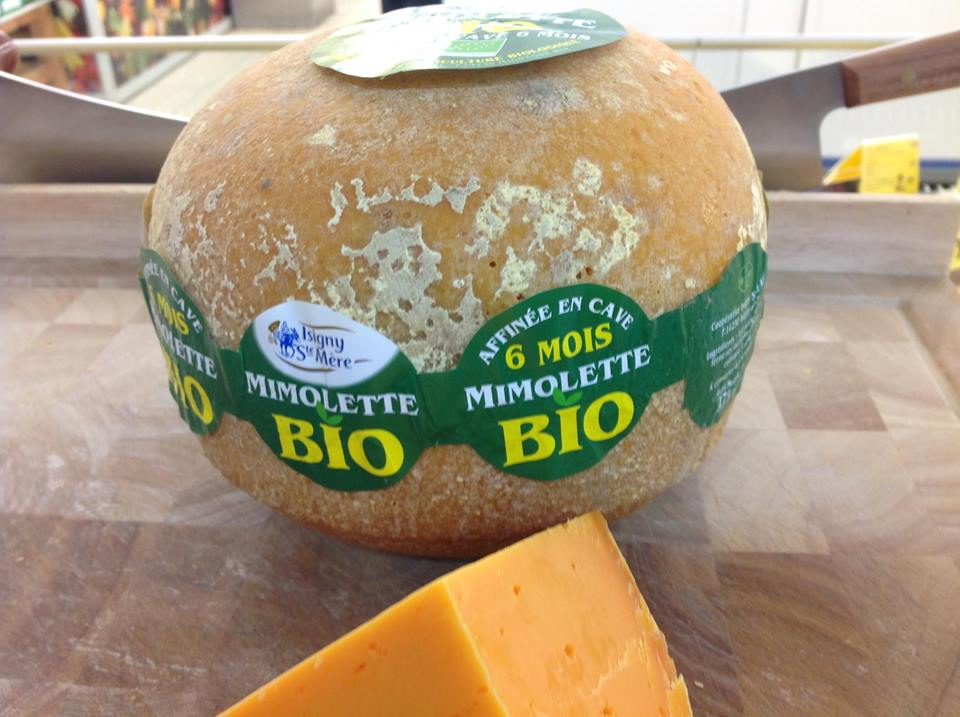
Französischer Milbenkäse / Kugeldammer

Der Mimolette ist ein kugelförmiger französischer Schnittkäse/Hartkäse aus Kuhmilch mit mindestens 40 % Fett in der Trockenmasse, der auch unter dem Namen Boule de Lille, das heißt „Kugel aus Lille“ bekannt ist. Dieser Name verweist auf die in der Stadt Lille gelegenen Reifekeller, in denen die etwa handballgroßen, oben und unten leicht abgeflachten Käsekugeln ursprünglich reiften. Der Name Mimolette hingegen kommt von frz. mimou, was halbweich bedeutet. Vermutlich begann man in Frankreich im 17. Jahrhundert mit der Herstellung dieses Käses nach der holländischen Edamer-Methode, nachdem der Minister Colbert den Import ausländischer Ware verbot. Heute wird er vor allem in den nördlichsten Provinzen Frankreichs (Nord-Pas-de-Calais) gekäst, es ist aber auch Ware aus den Niederlanden auf dem Markt.
Der Mimolette reift zwischen zwei Monaten und zwei Jahren und hat einen typischen, je nach Alter mild-nussigen bis kräftig-würzigen Geschmack und eine auffällige, intensive gelborange bis orangebraune Farbe, zur Rinde hin dunkler. Die Färbung entsteht durch Zugabe von Annatto (frz. roucou), einem Pflanzenfarbstoff aus den Samen des Orleanstrauches (Bixa orellana L.), bei niederländischer Ware findet auch Karottensaft als Färbemittel Verwendung. Die Rinde ist bei jungem Käse relativ glatt, mit fortschreitendem Alter wird sie dicker und ähnelt dann einer mit Kratern übersäten Mondlandschaft. In den Kratern siedeln Milben der Art Acarus siro (Mehlmilbe), denen der Käse seine löchrige Oberfläche verdankt. Der Käseteig ist fest und etwas brüchig. Junger Mimolette schmeckt relativ mild, im reifen Zustand riecht der Käse kräftig, fast „medizinisch“. In diesem Stadium schmeckt er kräftig haselnussig und fruchtig-zitronig. Unter Kennern gilt ein Alter von 6–18 Monaten als optimal.

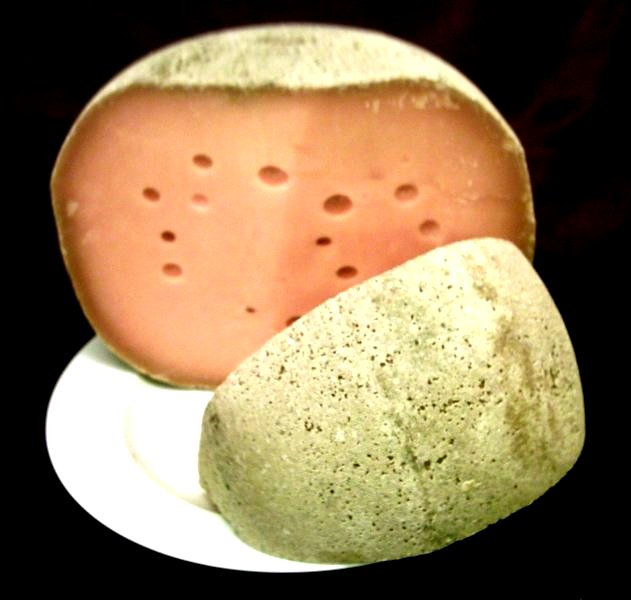
Mimolette-Rinde

Als Alternative zu milderen Käsesorten passt Mimolette sehr gut auf eine Käseplatte. Er wird häufig mit Schwarzbrot und Cornichons oder aber auch mit klassischem französischem Baguette gegessen. Da er gut zu reiben ist, findet er auch in der warmen Küche vielfältige Verwendungsmöglichkeiten.
Im Mai 2013 verhängten die US-amerikanischen Zollbehörden ein Importverbot für Mimolette-Käse mit der Begründung der Food and Drug Administration, dass der Käse „als Ganzes oder zum Teil aus einer schmutzigen, verdorbenen oder verrotteten Substanz“ bestehe „oder anderweitig nicht als Nahrungsmittel geeignet“ sei. Diese Entscheidung rief in Frankreich Empörung hervor. Die Käse-Produzenten wiesen darauf hin, dass „noch nie jemand aufgrund des Genusses von Mimolette erkrankt“ sei und dass eine Änderung des Produktionsprozesses auch zu einer Änderung des Geschmacks führen würde.